# فلش (فیلم ۲۰۰۷)
«فلش» (انگلیسی: Flash) یک فیلم است که در سال ۲۰۰۷ منتشر شد.